# 東京都立北園高等学校
東京都立北園高等学校（とうきょうとりつ きたぞのこうとうがっこう）は、東京都板橋区板橋に所在する東京都立高等学校。

## 概要
1928年（昭和3年）に開校した東京府立第九中学校を前身とする都立高校。

### 特色[1]
戦前は他の府立中学と同様に忠君愛国教育や軍隊式教育を採用していたが、その中でも軍国主義的傾向が強かったのが九中であったと言われている。
第四学区で東京都立竹早高等学校とともに東京都立小石川高等学校に次ぐ位置にあり、1950年代から1960年代にかけては10-40名前後を東京大学、100名以上を早慶に輩出していた。グループ合同選抜制度時代には42グループの首位であった。現在は都から進学指導推進校に指定されている。
新制高校に改組された時からの私服校であり、制服が無い由来としては、戦後すぐで物資も少なく、父母に負担をかけたくないということと、「北園生なら各自の良識に委ねて大丈夫だろう」と判断されたためである。これは当時では非常に珍しいことであった。
前述した制服が存在しないことや生活面を細かく規定する校則が存在しないなどの、生徒の自主性を重視する校風が特徴である。これは戦前の軍国主義的な教育を行ったことへの反省から、「生徒の中に芽生えたもの、自主独立の気風を、傷つけることなく育て上げる」（関根俊雄「校史草案」より）という当時の教員らの方針によるもので、この方針は70年以上たった今も受け継がれている。
この他、新制高校になった当初は、ホームルーム担任を生徒が自由に選択できる指導教官制や、受講科目と教科担当教員を生徒が選択し、時間割を自由に設定できるモザイク制といった全国でも類を見ない制度も導入されていたが、1959年に廃止された。
現在は大学受験への取り組みが熱心に行われており、国公立大学・難関私立大学合格を目標とした進路指導を実施している。放課後や長期休業中に進学補習が開かれるほか、高3で小論文指導、高1・2で英語と数学の勉強合宿（自由参加）を実施している。また、週1回2時間行われる第二外国語教育に熱心なことでも知られている。
2010年度より、九曜会（同窓会）などの協力のもと、長野県や信州大学と提携した「信州北園プロジェクト」を開始する。プロジェクトでは、難関大学に現役合格できる学力と、未来を切り開く人間力の育成を目指して、長野県にて、勉強合宿や大学のキャンパス訪問、信州の森体験、森林保全合宿などを実施している。
校名は「城北の学園」に由来する。

### シンボル
昇降口前の中庭にヒイラギの木が2本植えられており、北園のシンボルとされている。その歴史は古く、府立九中創立時に1本の雄の苗木を練馬区某所にある神社の社務所から持ってきて植えたのが始まりとされる。その後、共学化された際に「雄だけだと可哀想」と隣に雌のヒイラギ（正確には雌のヒイラギモクセイ）を植え、現在の様相となった。北園高校と名称変更されたのちに「この木のように立派に育ってほしい」との願いを込めてシンボルとされるようになり、校歌の歌詞や後述する文化祭の名称にも採用された。

## 校地の由来
校地周辺を含めて、かつて加賀藩前田家の広大な庭園を含む下屋敷が存在し、現在の校地は下屋敷の建物があった場所と言われている。しかし下屋敷がなくなった維新後は「三五ヶ原」「三五っぱら」と呼ばれる、荒れ果てた野原であったとされている。この名称は三五商会という会社の所有地であったことに由来し、後援会「三五会」の名前の由来にもなっている。創立当時の住所は東京府北豊島郡板橋町大字金沢。

## 沿革
- 1928年 - 4月、東京府立第九中學校（とうきょうふりつだいくちゅうがっこう）として開校。 仮校舎を板橋第四小学校内に設置。
- 1932年 - 10月、校舎落成式挙行。
- 1933年 - 11月、図書館開館。
- 1936年 - 2月、戒厳令のため臨時休校。
- 1937年 - 夜間中学（後の定時制課程）開校。
- 1942年 - 府立第二十四中学校が校舎内に併設。のちに合併。
- 1942年 - 夜間中学が尚道中学・東京都（府）立第九中学校二部と名称変更。
- 1943年 - 7月、都制実施により、東京都立第九中學校と改称。
- 1948年 - 4月、学制改革により、東京都立第九新制高等學校となる。
- 同年 - 5月、定時制課程である、東京都立第九新制高等学校滝野川分校設置(北区立滝野川第二小学校内）。
- 1949年 - 4月、女子生徒26名が入学し、男女共学開始。
- 1950年 - 1月、東京都立北園高等学校と改称、新校歌制定。
- 1952年 - 学区合同選抜制度導入。
- 1959年3月
  - 滝野川分校が本校に吸収合併される。
  - 指導教官制（前述）、完全に廃止
- 1960年 - 7月、プール完成。
- 1961年 - 8月、霧ヶ峰北園寮が落成（2009年使用停止[4]）。
- 1967年 - 学校群制度導入。
- 1969年 - 学生運動が高校にも波及し、闘争で4名が逮捕される。また、9月の中間テストでは生徒10数名が教室をバリケードで封鎖し、テストをボイコット。約1ヶ月間授業が全面停止されたが、11月に行われた生徒大会で解決。
- 1982年 - グループ合同選抜制度導入。
- 1989年 - 1月、現校舎竣工。
- 1992年 - 4月、コンピューター教室完成。
- 1994年 - 単独選抜制度導入。
- 2003年 - 3月、定時制課程が閉課程となる。閉校式典挙行。
- 2006年 - 土曜授業を導入する。「ITを活用した教育推進校」に指定される。
- 2010年 - 1月「PASCH（ドイツ語版）」調印。ドイツ外務省プロジェクト「学校:未来を拓くパートナー」に決定。
- 2011年 - 進学指導推進校に指定される。
- 2016年
  - 4月 - 理数研究校に指定される。
  - 5月 - 姉妹校交流推進校（2018年度から海外学校間交流推進校）に指定される。
- 2020年 - 3月から5月にかけて新型コロナウイルス感染拡大の影響で臨時休校。柊祭など、多くの行事が中止される。

## 信州北園プロジェクト
- 新入生セミナー合宿（1年次4月実施）
1泊2日で信州大学見学や勉強をする。
- 森林保全合宿（2年次5月実施）
2泊3日で信州の森で奉仕活動を行う。
- 勉強合宿（1・2年次夏休み実施 希望者）
3泊4日で信州で勉強をする。

## 第二外国語教育
伝統的に第二外国語教育に力を入れており、希望者は1年次から2年間継続してドイツ語、フランス語、ロシア語、中国語を学ぶことができる。高校課程でロシア語を2年間履修することができる高校は全国でもほとんど存在しない。
ドイツ語には特に力を入れており、3年次には、5単位の「英語」の代わりに「ドイツ語」を履修することができる（「独専」と呼ばれる）。このため、大学入試科目でドイツ語を選択する生徒も少なくない。ドイツ外務省が主催するPASCHパートナー校に指定。2010年（平成22年）は3名のドイツ留学が実現した。以来、毎年数名が留学している。また、ドイツ語で初めてALT講師を迎えており、全国高校生ドイツ語スピーチコンテストでは第1回から毎年応募者がおり、優勝者も輩出している。

## 交通・周辺環境
- JR東日本埼京線 板橋駅 徒歩8分
- 東武東上本線 下板橋駅 徒歩7分
- 都営地下鉄三田線 新板橋駅 徒歩6分
- 国際興業バス王22 「板橋四丁目」下車、徒歩2分

板橋区の東端にある。敷地は国道17号（中山道）から少し入った場所。隣には板橋区立板橋第四小学校があり、生徒会との交流活動が行われている。

## 施設・設備
- 校舎 - 冷暖房完備
- 食堂 - 2004年に閉鎖された定時制課程の食堂を改修して開業。運営はPTAだったが、調理は業者に委託していた。2023年3月をもって閉業。
- 霧ヶ峰北園寮 - 合宿施設。1961年8月に開設され、2009年3月まで利用されていた。老朽化によって長らく利用休止となっていたが、2022年に売却となった。所在地は長野県諏訪市霧ヶ峰強清水。

## 学校行事

### 文化祭
- 文化祭は「柊祭（ひいらぎさい）」と呼ばれ毎年9月中旬に行われる。1948年の「記念祭」が起源とされ、その後文化祭と名称が変更されたのち、1992年に現在の柊祭という名前になった。名称は校章のヒイラギを由来とする。かつては異種格闘技研究会のプロレス興行が開催されていた。

現在では、服飾部によるファッションショーやストリートパフォーマンス部によるダンスパフォーマンス、フリーミュージック部による後夜祭ライブ、開会式で上映される映像研究部の「司会決定ビデオ」などが看板となっている。

#### テーマ
- 2009年度「和」
- 2010年度「ワンダーランド」
- 2011年度「おもちゃ箱」
- 2012年度「タイムスリップ」
- 2013年度「魔法」
- 2014年度「夢」
- 2015年度「童話」
- 2016年度「和」
- 2017年度「カラフル」
- 2018年度「レトロ」
- 2019年度「スクールライフ」
- 2020年度（新型コロナウイルスの影響で中止）
- 2021年度「ファンタジー」
- 2022年度「トラベル」
- 2023年度「ラブ」
- 2024年度「ヒストリー」

### その他の行事
- 体育祭 - 以前は柊祭の数日後に行われていたが（「北園week」と呼ばれていた）、令和元年度より6月上旬の開催に変更された。晴天の場合は校庭を使って行われる。旧制中学だったころは「運動会」という名称で行われており、戦後は文化祭の一環として行われていた。その後しばらくの休止期間を経たのち、1990年に初めて現行の体育祭が開催された。
- クラスマッチ（球技大会） - 学年ごとに行われる体育大会で、クラス単位でサッカー、バスケットボール、ドッジボール、ボッチャなどを競う。初開催の時期は不明だが、1960年代頃にはすでに行われていた。学年ごとに開催時期が異なる。

## 部活動・同好会
1952年にはバスケットボール部が国民体育大会に出場し、全国2位の成績を残した。また、1956年には全国大会で3位となっている。この他、新聞部（廃部）も1953年に全国新聞コンクールで優勝している。
学校全体で第二外国語（特にドイツ語）学習に熱心な取り組みが行われていることから、ドイツPASCHクラブが力を入れて活動している。

### 運動部
- ラグビー部
- サッカー部
- 軟式野球部
- 陸上部
- 剣道部
- 男子バレーボール部
- 女子バレーボール部
- 男子バスケットボール部
- 女子バスケットボール部
- 水泳部
- 卓球部
- 硬式テニス部
- バドミントン部
- ソフトボール部（休部中）
- ストリートパフォーマンス部（ダンス部）
- 山岳部
- 軟式テニス部

### 文化部
- 演劇部
- 美術部
- 吹奏楽部
- 文芸部
- 茶道部
- クッキング部
- 服飾部
- 漫画イラスト研究部
- 写真部
- 放送部
- アコースティックハーモニー部
- フリーミュージック部（軽音部）
- 理科研究部
- 天文地球科学部
- 映像研究部
- 百人一首部
- 英会話同好会
- 哲学愛好会
- HIPHOP愛好会
- ドイツPASCHクラブ

## 同窓会・後援会
- 九曜会（くようかい）- 旧府立九中と北園高校の同窓会活動を行っている。九は府立九中から取られている。1948年発足。
- 財団法人 三五会（さんごかい）- 北園高校後援会。
- 九柊会（くとうかい）- 定時制同窓会。1961年発足。

## 著名な関係者

### 出身者
※括弧内は卒業年。ただし、中退者等は例外あり。
※50音順

#### 政治
- 阿久津幸彦 - 衆議院議員
- 石川雅己 - 元千代田区区長
- 貝原俊民 - 元兵庫県知事
- 清水嘉与子 - 元参議院議員、元環境庁長官
- 白眞勲 - 元参議院議員（北園29期）
- 高橋一郎 - 元衆議院議員
- 高橋高望 - 元衆議院議員
- 藤川鉄馬 - 元大蔵省印刷局長
- 高橋恒一 - 元駐チェコ大使、日本チェコ友好協会会長
- 渡辺好明 - 元農林水産事務次官、元水産庁長官

#### 経済
- 金井紀年 - 共同貿易会長
- 鳥羽董 - 元味の素社長

#### 学術
- 上原行雄 - 法学者、一橋大学名誉教授
- 大本圭野 - 経済学者
- 川村秀 - 日露センター代表、ロシア史家
- 菊地昌典 - 政治学者（ソ連研究）、東京大学名誉教授
- 種村季弘 - 独文学者、評論家、随筆家
- 塚越健司 - 社会学者
- 中嶋正之 - 情報工学者、東京工業大学名誉教授、ウプサラ大学名誉教授、元芸術科学会会長
- 原卓也 - ロシア文学者、元東京外国語大学学長
- 蛭川久康 - 英文学・英国文化史、武蔵大学名誉教授
- 堀田進 - 古生物学者
- 堀越孝一 - 歴史学者（西洋中世史）、学習院大学名誉教授
- 山中健 - 数学者、日本大学名誉教授（北園2期）

#### 文化
- 芦川淳一 - 小説家
- 荻生待也 - 著述家
- 奥田誠治 - 映画プロデューサー
- かこさとし - 絵本作家（府立九中）
- 鹿島武臣 - 歌手（ボニージャックス）
- 片桐勝彦 - フラメンコギタリスト（北園38期）
- 河野啓三 - ミュージシャン (T-SQUARE)
- 喜多嶋隆 - 作家（北園20期）
- 小林竜雄 - 脚本家
- 今野多久郎 - 音楽プロデューサー、ミュージシャン（KUWATA BAND）
- 西条道彦- 脚本家、作家
- 三遊亭小圓楽 - 落語家（北園31期）
- 篠山浩生 - ミュージシャン (THURSDAY'S YOUTH)[7]
- 鈴木忠志 - 演出家
- 高柳重信 - 俳人
- 立川談幸 - 落語家（北園25期）
- 出崎統 - アニメーション監督
- 浜崎洋介 - 文芸批評家
- 平野由希子 - 料理家、ワインプロデューサー
- みずしな孝之 - 漫画家（北園44期）
- 宮崎晃 - 映画監督
- 桃井章 - 脚本家
- ワキサカコウジ - イラストレーター
- ワシノミカ - ファッションデザイナー、ウェブデザイナー、イラストレーター

#### 芸能・マスコミ
- 東美江 - 女優
- 江守徹 - 俳優（北園14期）
- 加治章 - アナウンサー
- 小池清 - アナウンサー
- 佐藤浩輝 - 実業家、エイベックス・エンタテインメントエグゼクティブ・プロデューサー
- 斎藤貴男 - ジャーナリスト
- 菅谷政子 - 声優
- 諏訪勝 - 構成作家（北園45期）
- 関口巌 - アナウンサー
- 多々良純 - 俳優
- 津田大介 - ジャーナリスト（北園44期）
- 中山美穂 - 女優、歌手（定時制・中退）
- 西村博之 - 2ちゃんねる開設者、実業家（北園47期）
- 野村達矢 - ヒップランドミュージック社長、日本音楽制作者連盟理事長
- 花上晃 - 俳優
- 林由里 - 女優
- 原良馬 - 競馬評論家
- 藤倉尚 - ユニバーサルミュージック社長、日本レコード協会副会長
- 古屋哲夫 - アナウンサー
- 細井学 - 俳優
- マギー恵太 - マジシャン
- 松田政男 - 政治運動家・映画評論家
- 松村吉洋 - ミックスゾーン社長
- 三宅充 - 相撲ジャーナリスト（旧制九中）
- ムラタユーサク - TOKYO LOGIC社長
- 小林タカ鹿 - 俳優
- 吉田日出子 - 女優

#### スポーツ
- 庄司紘之 - フットサル選手
- 鳥丸太作 - フットサル選手
- 吉田健司 - バスケットボール指導者

### 教職員
- 網野善彦 - 歴史学者、名古屋大学助教授、神奈川大学教授
- 渡辺弘一郎（元校長、歌人としての名前は清水房雄） - 歌人
- 久野猛（元教頭）- 作家
- 坊城俊民 - 国文学者
- 丸谷才一（元非常勤講師） - 作家
- 毛利秀雄（元非常勤講師） - 生物学者
- 安川定男 - 国文学者
- 山田坂仁 - 哲学者
- 米田利昭 - 歌人
- 大井俊博 - 元定時制課程教頭